# Ľutina
Ľutina é um município da Eslováquia, situado no distrito de Sabinov, na região de Prešov. Tem 6,91 km² de área e sua população em 2018 foi estimada em 499 habitantes.

## Demografia
| Ano:        | 1994 | 2004   | 2014    | 2024   |
| ----------- | ---- | ------ | ------- | ------ |
| Broj ljudi: | 434  | 428    | 472     | 483    |
| Razlika:    |      | -1,38% | +10,28% | +2,33% |

| Ano:               | 2023 | 2024   |
| ------------------ | ---- | ------ |
| Número de pessoas: | 484  | 483    |
| Diferença:         |      | -0,20% |